# Байша-Гранди
Байша-Гранди (порт. Baixa Grande)  —  муниципалитет в Бразилии, входит в штат Баия. Составная часть мезорегиона Северо-центральная часть штата Баия. Входит в экономико-статистический микрорегион Итабераба. Население составляет 19 980 человек на 2006 год. Занимает площадь 1076 км². Плотность населения — 19,9 чел./км².

## Статистика
- Валовой внутренний продукт на 2003 год составляет 32 056 000,00 реалов (данные: Бразильский институт географии и статистики).
- Валовой внутренний продукт на душу населения на 2003 год составляет 1605,13 реалов (данные: Бразильский институт географии и статистики).
- Индекс развития человеческого потенциала на 2000 год составляет 0,660 (данные: Программа развития ООН).